# Carl Goetz
Carl Goetz (10 de abril de 1862 - 17 de agosto de 1932) fue un actor teatral y cinematográfico austriaco.
No hay que confundirle con el alemán Karl Goetz (Augsburgo, 1875 - Núremberg, 1950), quien fue diseñador de medallas.

## Biografía
Su verdadero nombre era Karl Perl, y nació en Viena, Austria. Estudió violín, pero finalmente optó por la carrera de actor, debutando sobre el escenario en 1892 en el Stadttheater de Sankt Pölten. Tras unas críticas negativas, viajó a los Estados Unidos en 1893, y trabajó en Nueva York como caricaturista en periódicos y como ilustrador de libros. Además, ocasionalmente actuó en el Germania-Theater, un teatro en lengua alemana.
Sin embargo, antes de 1900 pudo actuar sobre los escenarios en Colmar y Landshut. Luego actuó en cabarets de Múnich y consiguió sus primeros éxitos como actor en obras de August Strindberg, John Galsworthy y Georg Kaiser. Actor pequeño y con problemas de dicción, pudo actuar aun así en Viena, Berlín y en el Teatro de Cámara de Múnich.
En 1913 inició su carrera cinematográfica con el papel de un vagabundo en la cinta de Paul von Woringen Die Landstraße. Pronto Goetz se especializó en la interpretación de viejos caballeros y personajes antiestéticos. Fue el tonto del pueblo en Bogdan Stimoff (1916), el repulsivo marido en Licht und Finsternis (1917), y el personaje del título en Tragödie eines Häßlichen (1921, que puede traducirse como Tragedia de un feo). En las  películas Der Mandarin (1919) y Die gelbe Gefahr (1922) encarnó a personajes asiáticos. Fue el bufón de la corte en la gran producción Der Favorit der Königin (1922). En otras películas fue terrateniente, profesor o señor del castillo. En Die Mühle von Sanssouci (1926) interpretó a Voltaire. Uno de sus mejores papeles, el de Schigolch, se lo proporcionó Georg Wilhelm Pabst para actuar junto a Louise Brooks en Die Büchse der Pandora (1928). 
Carl Goetz falleció en 1932 en Viena. Fue enterrado en una tumba honoraria en el Cementerio central de Viena (11-2-4).

## Filmografía (selección)
- 1913 : Die Landstraße
- 1914 : Die Finsternis und ihr Eigentum
- 1916 : Bogdan Stimoff
- 1917 : Licht und Finsternis
- 1918 : Der Mandarin
- 1919 : Homo immanis
- 1919 : Die Tote ruft
- 1920 : Gefesselt
- 1920 : Narr und Tod
- 1920 : Der Graf von Cagliostro
- 1920 : Glanz und Elend der Kurtisanen
- 1921 : Drakula halála
- 1921 : Mozarts Leben, Lieben und Leiden
- 1921 : Die Narrenkappe der Liebe
- 1921 : Tragödie eines Häßlichen
- 1921 : Das Haus des Dr. Gaudeamus
- 1921 : Parema – Das Wesen aus der Sternenwelt
- 1922 : Schattenkinder des Glücks
- 1922 : Der Favorit der Königin
- 1922 : Die gelbe Gefahr
- 1923 : Die Austreibung
- 1923 : Bohème – Künstlerliebe
- 1924 : Jiskor
- 1924 : Die letzte Stunde
- 1926 : Der Bankkrach unter den Linden
- 1926 : Die Mühle von Sanssouci
- 1927 : Die Pratermizzi
- 1928 : Das Mädchen der Straße
- 1928 : Geschlecht in Fesseln
- 1928 : Prinzessin Olala
- 1929 : Die Büchse der Pandora
- 1929 : Ehe in Not
- 1929 : Fräulein Else
- 1929 : Giftgas
- 1929 : Mein Herz ist eine Jazzband
- 1929 : Trust der Diebe
- 1930 : Das Flötenkonzert von Sans-souci
- 1930 : Die singende Stadt
- 1930 : Zwei Krawatten
- 1931 : 1914, die letzten Tage vor dem Weltbrand
- 1931 : Danton
- 1931 : Das Lied vom Leben
- 1931 : Die große Liebe
- 1931 : Die Pranke
- 1931 : Schatten der Unterwelt
- 1931 : Yorck
- 1932 : Die grausame Freundin
- 1932 : Lumpenkavaliere